# Olingen
Olingen (lb. Ouljen) – wieś (Uertschaft) we wschodnim Luksemburgu, w kantonie Grevenmacher, w gminie Betzdorf. Do 3 października 2015 miejscowość leżała w dystrykcie Grevenmacher. Liczy 509 mieszkańców (1 stycznia 2023).